# 恩赫加尔
恩赫加尔 （英語：Enhengal），（约公元前2550年前后在位）拉格什国王。他曾凭借其统治者的身份购买了150布耳（约相当于今952.5公顷）的农村公社的土地，从而反映了统治阶级兼并下层群众土地的状况。

## 扩展阅读
- The University of Pennsylvania Museum; Beijing World Art Museum.  1st. Beijing: Heritage Press. Feb 2007. ISBN 978-7-5010-2112-3 （中文）.

| 前任： — | 美索不达米亚王朝表 | 继任： Lugalshaengur |